# Прелестные приключения
«Преле́стные приключе́ния» — детская сказочная повесть Булата Окуджавы, написанная в конце 1960-х годов. Повесть неоднократно издавалась в СССР и России, в том числе с рисунками автора; переведена на иностранные языки.

## История
Об истории возникновения повести рассказывает в предисловии к её первому изданию сам автор. Когда весной 1968 года он некоторое время жил в Ялте, то писал своему маленькому сыну письма, описывающие фантастические приключения. Однажды он показал эти письма Белле Ахмадулиной, которая сказала, прочитав их: «Да это же готовая повесть!». Тогда Окуджава решил подготовить рукопись к изданию.
Некоторые персонажи сказки имели реальных «прототипов»: статуэтки Кутенейского Барана и Сидящего Льва стояли на книжных полках, а резиновая Добрая Змея располагалась на абажуре старой лампы, стоявшей на письменном столе. Крэг — Кутенейский Баран получил своё имя из одноимённой повести Сетона-Томпсона (англ. Krag, The Kootenay Ram).

## Сюжет
Главный герой живёт на берегу моря в ожидании приключений. Со временем ему составляют компанию Крэг Кутенейский Баран, который поселяется на шкафу, и Добрая Змея, которая обосновывается на абажуре настольной лампы. Однажды все они одновременно видят во сне ужасное «страшидло» Морского Гридига, и решают поймать его. Однако Морской Гридиг оказывается робким и безопасным, больше всего он любит манную кашу и мечтает о встрече со своей Гридианой. Он поселяется с друзьями и живёт в раковине умывальника.
Гридиг рассказывает о том, как он зашил рот Медузе-Горгоне, которая хотела его съесть, Крэг — о том, как проучил Одинокого Коварного Волка, а Добрая Змея — о том, как она укусила приставучего Каруда (в повести содержится намёк, что это имя надо читать наоборот), который говорил, что ей нельзя хотеть то, что она сама хочет, а надо хотеть то, что все хотят.
Наконец, друзья решили отправиться в морское путешествие на поиски настоящих приключений. Но их корабль попадает в бурю, Гридиг и Змея пропадают в пучине, а главного героя и Крэга ураган выбрасывает на таинственный остров. Там их хотят зажарить на костре два противных великана, но их спасают Гридиг и Змея. Все отправляются к берегу моря, по дороге им помогают муравьи, а потом герои летят на Стрекозе. В воздухе их преследует разбойник-Шмель с пулемётом, а когда они достигают берега моря, в погоню за ними устремляются Железные Жуки. Преодолев все препятствия, герои отплывают на корабле, встречая по дороге на одном из островов Невыносимо Приставучего Каруда, который безуспешно пытается соединить их в единое и одинаково думающее тело.
К друзьям присоединяется сбежавший от Каруда Сидящий Фаянсовый Лев, и вскоре все они возвращаются домой. Гридиг уплывает в море к Гридиане, Крэг возвращается в Кутенейские горы, а Змея и Лев остаются с главным героем.

## Издания и переводы
Впервые «Прелестные приключения» были опубликованы в Грузии в 1971 году — хотя и не с авторскими рисунками, но с формулировкой «рисунки придумал автор; улучшили художники Эристави и Мирзашвили».
В 1974 году сказка выходит в Польше в переводе Ирены Левандовской с иллюстрациями Эльжбеты Гаудасиньской. В 1975 году Борис Гасс публикует книгу в Тель-Авиве с рисунками автора; позже этот текст будет воспроизведён в книге Гасса «Задуй во мне свечу». В 1989 году повесть с иллюстрациями из грузинского издания 1971 года публиковалась в детском журнале «Колобок» (№№3—7).
В 1993 году «Прелестные приключения» публикуются в России с иллюстрациями И. Волковой.
В 1997 году книга издаётся в японском переводе, а в 1999 году выходит польское переиздание книги с «песенками», написанными специально для нового издания другом автора, поэтом Витольдом Дамбровским.
В 2005 году «Прелестные приключения» впервые издаются в России с рисунками автора. Эти рисунки, как и рукописное вступление автора, уникальны тем, что Окуджава в целом оставил очень мало текстов, написанных от руки (как правило, он печатал все произведения на пишущей машинке). В ознаменование выхода книги Фонд Булата Окуджавы 8 октября 2005 года провёл фестиваль детского рисунка перед Московским Домом Книги на Новом Арбате.
Новое издание предпринято в конце 2015 года: расширенный текст сказки (воспроизводящий аудиоверсию) был дополнен иллюстрациями Евгения Антоненкова, причём главному герою-рассказчику художник придал портретное сходство с самим Окуджавой.

## Аудиоверсия
В 1996 году (за год до смерти) Булату Окуджаве поступило предложение выпустить «Прелестные приключения» в виде аудиокниги в авторском исполнении. Для этой записи текст сказки был переработан, чтобы содержание было хорошо понятно и в отсутствие рисунков.
Запись происходила в том же году, в течение одного дня. Выпущена она была лишь в 2009 году компанией «КонтентМедиа» в музыкальном оформлении Алексея Яркина.

## Критика
В биографии писателя Дмитрий Быков отмечает, что повесть является «наглядной иллюстрацией окуджавовского метода»: 
...в сюжете нет ни малейшей логики. Беспричинная война, таинственные великаны с их непонятными отношениями, немотивированные появления необычных персонажей... От нас ничего не зависит, но многое требуется: надо любые происшествия встречать без удивления, хранить верность себе и друзьям, никого не бояться, прощать раскаявшихся, не мстить оступившимся, заботиться об уюте скромного быта...